# スキマトロン
スキマトロン (Schematron) は、XML文書の構造の、XML文書木構造におけるパターンの存在・不存在の表明を記述することにより妥当性を検証する言語である。スキマトロンは簡潔で強力なXML文書構造の妥当性検証言語である。スキマトロンにおいてはパターンを記述するためにXPathを使うことが多い。スキマトロンは文書スキーマ定義言語 (DSDL) の第3部を構成している。
スキマトロンは、DTD、RELAX NG、XML Schemaなどにより記述されたスキーマを補足するスキーマを記述するために、使うことができる。スキマトロンでは、共通出現制約、非正規制約、文書間制約を、記述することができる。
スキマトロンを開発した Rick Jelliffe は、スキマトロンについて「他のスキーマ言語では手が届かないところに手を届かせることができる羽毛ばたき」と述べている。
スキマトロンは、
ISO/IEC 19757 - 文書スキーマ定義言語 (DSDL) 第3部 規則に基づく検証 - スキマトロン
として標準化されている。